# Hugo Gloss
Bruno Rocha da Fonseca, mais conhecido como Hugo Gloss (Brasília, 27 de novembro de 1985), é um jornalista, apresentador, dublador, blogueiro e youtuber brasileiro.

## Biografia e carreira
Nascido em Brasília, Hugo Gloss é formado em jornalismo, letras e tem pós-graduação e mestrado na área de relações públicas. Tornou-se conhecido em 2010 no Twitter, quando criou um perfil fake do humorista Christian Pior. Por conta disso ficou bastante conhecido nas redes sociais, chamando atenção de celebridades como Claudia Leitte e Luciano Huck. Na época Hugo estava morando fora do Brasil, mas retornou ao país por conta do sucesso na internet.
Foi convidado para participar do Big Brother Brasil, mas recusou o convite por achar que não fazia o seu perfil[carece de fontes?]. Depois surgiu a oportunidade para trabalhar no Caldeirão do Huck; onde trabalhou por vários anos como redator do programa da Rede Globo. Bruno Rocha ficou amigo das celebridades e decidiu criar um site, o hugogloss.com, que hoje é uma empresa e tem quatro pessoas que trabalham lá, além dele.
O blogueiro vive viajando para diversos lugares, inclusive para lugares fora do pais para fazer coberturas de grandes eventos como o Óscar, Billboard Music Awards, Video Music Awards, entre outros.

### Vida pessoal
Bruno Rocha, conhecido como Hugo Gloss - nome parodiando a grife Hugo Boss - é um brasileiro formado em jornalismo e tradução, este segundo curso, na Universidade de Brasília (UnB), com mestrado em relações públicas que ficou conhecido em 2010 no Twitter.
Em 2016 Hugo Gloss virou apresentador de TV, a MTV (Brasil) convidou o blogueiro, o ator Felipe Titto e a modelo Ellen MilGrau para apresentarem o programa Ridículos MTV, a versão brasileira do programa Ridiculousness. Em entrevista ao programa "The Noite com Danilo Gentili" o jornalista comentou que não trabalha mais na Rede Globo como redator do programa Caldeirão do Huck; agora ele é apresentador e faz coberturas de grandes eventos como o Oscar e Billboard Music Awards. Hugo revelou que sonha em ser convidado para escrever novelas.
Em 2010 ele foi contratado para trabalhar no Caldeirão do Huck, na Rede Globo.
Em 2013 Hugo Gloss criou o blog onde trabalha ele e mais 5 pessoas, ele é editor chefe do site, Hugo também é conhecido como amigo dos famosos.
Em 2015 Hugo Gloss compareceu ao Emmy Awards, onde tirou várias selfies com famosos como Lady Gaga, Jimmy Fallon e outras celebridades.
Hugo Gloss criou um canal no YouTube, onde ele posta entrevistas que ele fez com as celebridades.
Ele já entrevistou Anahí, Selena Gomez, Demi Lovato, RuPaul, Suzana Vieira, Channing Tatum, P9, Anitta, Juliette Freire, Lana Del Rey, Tom Cruise entre outros.

### 2016
Em 2016, Hugo Gloss foi convidado pela MTV Brasil para ser um dos apresentadores da versão brasileira do programa "Ridiculousness", no Brasil o programa se chama "Ridículos MTV", além de Hugo, foram contratados também para apresentarem o programa, o ator Felipe Titto  e Ellen Milgrau. Nas redes sociais ele faz muito sucesso: já são mais de 15 milhões de seguidores só no Instagram e mais de 5 milhões só no Facebook. Além disso, o site dele é um dos sites mais acessados do Brasil.

## Filmografia
| Período | Título                     | Papel        | Nota                                          |
| ------- | -------------------------- | ------------ | --------------------------------------------- |
| 2016–17 | Ridículos                  | Apresentador |                                               |
| 2017-18 | No Estúdio com o Ex        | Apresentador |                                               |
| 2017    | Canta, Luan                | Repórter     |                                               |
| 2017    | Pega Pega                  | Ele mesmo    | Episódio: "31 de agosto"                      |
| 2018    | Vai que Cola               | Ele mesmo    | Episódio: "Olha o Sol"                        |
| 2019    | A Dona do Pedaço           | Ele mesmo    | Episódio: "9-11 de outubro"                   |
| 2020    | Anitta: Made in Honório    | Ele mesmo    |                                               |
| 2020    | Sandy & Junior: A História | Ele mesmo    |                                               |
| 2021    | Verdades Secretas          | Ele mesmo    | Episódios: "3 de novembro" e "13 de dezembro" |
| 2023    | Soltos                     | Apresentador |                                               |
| 2025    | Beleza Fatal               | Ele Mesmo    | Episódio: "10"                                |
| 2025    | Vale Tudo                  | Ele Mesmo    | Episódios: "9 – 10 de julho"                  |

## Cinema
| Período | Título                 | Papel        | Nota     |
| ------- | ---------------------- | ------------ | -------- |
| 2016    | Trolls                 | Guy Diamante | Dublagem |
| 2023    | Barraco de Família     | Rick         |          |
| 2024    | Tudo por um Pop Star 2 | Ele mesmo    |          |

## Site
Hugo Gloss é um site de famosos brasileiro, criado pelo jornalista Bruno Rocha conhecido como Hugo Gloss. Bruno Rocha ganhou notabilidade em 2010 quando criou um twitter fake chamado "Christian Dior", sempre interagindo com famosos ganhou muita visibilidade, porém teve que trocar de nome, então passou a se chamar Hugo Gloss e um dia foi contatado por Luciano Huck e chamado para ser redator do Caldeirão do Huck. Em 2013 criou o blog Hugo Gloss, que é um dos maiores sites de famosos do Brasil, está entre os 900 sites mais acessados. Atualmente é apresentador e faz coberturas de grandes eventos como o Oscar e Billboard Music Awards.
Hugo Gloss está inserido na categoria iG Gente do portal iG.
Os assuntos abordados são segmentados nos seguintes temas: BBB, Baphos, Music, Premiações, Pop e Cinema.

## Premiações e indicações
| Ano  | Prêmio                       | Categoria                 | status   |
| ---- | ---------------------------- | ------------------------- | -------- |
| 2013 | Shorty Awards                | Humor                     | Venceu   |
| 2017 | Prêmio Jovem Brasileiro      | Personalidade da Internet | Indicado |
| 2017 | Prêmio Jovem Brasileiro      | Melhor Site               | Venceu   |
| 2018 | MTV Millennial Awards Brasil | Insta BR                  | Indicado |
| 2019 | MTV Millennial Awards Brasil | Stories de Ouro           | Indicado |
| 2019 | MTV Millennial Awards Brasil | Top das Lives             | Indicado |
| 2022 | Prêmio iBest                 | Influenciador Brasília    | Venceu   |